# 绿刺尾蜂鸟
绿刺尾蜂鸟（学名：Discosura conversii）是雨燕目蜂鸟科的一种鸟类。
绿刺尾蜂鸟体重约3克，翼长约42.2毫米，嘴峰长约14.4毫米，喙宽度约1.3毫米，喙厚度约1.3毫米，跗蹠长约6.4毫米，尾长约42毫米。绿刺尾蜂鸟在其分布区内为留鸟，其栖息在密集的高大树木组成的森林中，食性为草食性，主要食物来源是植物的花蜜。
绿刺尾蜂鸟分布于哥斯达黎加、巴拿马及哥伦比亚西部和厄瓜多尔西部。该物种是单型物种，没有亚种分化。